# Rózsáshasú gyurgyalag
A rózsáshasú gyurgyalag (Merops malimbicus) a madarak osztályának a szalakótaalakúak (Coraciiformes) rendjéhez, ezen belül a gyurgyalagfélék (Meropidae) családjához tartozó faj.

## Rendszerezése
A fajt George Shaw angol zoológus írta le 1806-ban.

## Előfordulása
Afrikában Angola, Benin, Burkina Faso, a Kongói Demokratikus Köztársaság, Elefántcsontpart, Egyenlítői-Guinea,  Etiópia, Gabon, Ghána, Nigéria és Togo területén honos. 
A természetes élőhelye szubtrópusi és trópusi síkvidéki esőerdők, szavannák, édesvízi tavak, folyók és patakok, valamint szántóföldek és legelők.

## Megjelenése
Testhossza 22–25 centiméter, testtömege 45 gramm.

## Életmódja
Rovarokkal táplálkozik.

## Természetvédelmi helyzete
Az elterjedési területe nagy, egyedszáma pedig ismeretlen. A Természetvédelmi Világszövetség Vörös listáján nem fenyegetett fajként szerepel.